# Breaker of Chains
«Breaker of Chains» (Trencadora de cadenes) és el tercer episodi de la quarta temporada, el 33è del total, de la sèrie televisiva Game of Thrones, de la productora nord-amaricana HBO. David Benioff] i D. B. Weiss van escriure el guió de l'episodi i el va dirigir Alex Graves. Es va estrenar el dia 20 d'abril del 2014.
El títol aparentment es refereix a les últimes conquestes de Daenerys Targaryen (Emilia Clarke) a les ciutats de Yunkai i Astapor. Se l'anomena "la trencadora de cadenes" per haver alliberat els esclaus d'aquests indrets, mentre s'acosta a les portes de l'última de les grans ciutats de la Badia dels Esclaus.

## Argument

### A Port Reial
Mentre Joffrey (Jack Gleeson) mor enverinat, Dontos (Tony Way) i Sansa (Sophie Turner) s'escapen de la festa abans que Cersei (Lena Headey) i Tywin (Charles Dance) ordenin tancar les portes de la ciutat i confiscar tots els vaixells. Els fugitius pugen en un bot de rems i arriben a un vaixell més gran on troben a Lord Petyr Belish (Aiden Gillen) que ha llogat a Dontos per alliberar a Sansa; un cop acabada la missió l'assassina per protegir el secret de l'acció. Mentrestant, Olenna (Diana Rigg) i Margaery (Natalie Dorner) lamenten l'assassinat de Joffrey abans d'haver consumat el matrimoni, ja que això li impedeix coronar-se reina. Al septe, Tywin parla amb Tommen (Dean-Charles Chapman) sobre el seu futur com a rei i surten per deixar sola a Cersei perquè pugui plorar la mort del seu fill. Llavors és quan arriba Jaime (Nikolaj Coster-Waldau) per consolar a Cersei, però aquesta li demana que mati a Tyrion (Peter Dinklage) abans que sigui jutjat. Jaime s'hi nega i viola a Cersei al costat de les restes de Joffrey.
Enmig d'una orgia bisexual del príncep Oberyn (Pere Pascal) i Ellaria Sand (Indira Varma) es presenta Tywin, la mà del rei, que demana parlar amb Oberyn en privat. L'acusa d'haver participat en l'assassinat de Joffrey però Oberyn ho nega categòricament i, al seu torn, acusa a Tywin d'haver ordenat la violació i l'assassinat de la seva germana Elia en mans de Gregor “La muntanya” Clegane. Tywin també ho nega rotundament i s'ofereix en concertar una trobada entre “La muntanya” i Oberyn per aclarir malentesos. A canvi, exigeix a Oberyn que formi part del tribunal que ha de jutjar a Tyrion. Per la seva banda, Podrick (Daniel Portman) visita a Tyrion a la seva cel·la i li comunica que li han ofert el títol de cavaller a canvi de declarar en contra seva. Tyrion li demana que cridi a Jaime i l'aconsella que, per la seva pròpia seguretat, abandoni la ciutat.

### Al Nord
Ser Alliser (Owen Teale) i Janos Slynt (Dominic Carter) se'n riuen de Sam (John Bradley) i no creuen que hagi estat capaç de matar un caminant blanc. Sam parla amb Gilly (Hannah Murray) i li diu que fóra millor viure fora del Castell Negre, ja que hi ha massa homes per una sola dona i molts dels soldats abans havien estat condemnats per violació. Gilly vol quedar-se però Sam aconsegueix convèncer-la per instal·lar-se, temporalment, a Vil·la Talp.
La facció liderada per Tormund Matagegants (Kristofer Hivju) realitza una batuda en un petit poble i Styr (Yuri Kolokolnikov) obliga a un nen a córrer cap al Castell Negre per dir a la Guàrdia de la Nit el que han fet. En una gran reunió, Ser Alliser diu als homes que el seu deure és protegir el Mur en primer lloc, que es va fer ressò pel mestre Aemon (Peter Vaughan). Quan Alliser demana Jon Neu (Kit Harington), ell accepta a contracor que han de donar prioritat al Mur, abans que ell es veu interrompuda per una ràfega de banya indicant rangers tornen. Edd Tollett (Ben Crompton) i Grenn (Marc Stanley) retornen a través del pas i els diuen als seus germans que Karl i la seva banda d'amotinats estan vivint a la Fortalesa de Craster. Jon recorda la seva mentida a Mance Rayder en tenir 1.000 homes que custodiaven el Mur, i diu que han de viatjar al nord i matar els amotinats abans Mance s'assabenta de la veritat sobre les forces de la Guàrdia de la Nit.

### A Roca de drac
Stannis (Stephen Dillane) fa llegir a Davos (Liam Cunningham) un missatge que informa de la mort del rei Joffrey. Stannis considera que és una resposta a la cerimònia de llençar al foc una sangonera amb la sang del bastard Gendry (Joe Dempsie) i lamenta que Davos l'hagi deixat anar. Davos li promet aconseguir un exèrcit contractant mercenaris d'Essos però Stannis li diu que no hi ha diners per pagar-los. Llavors Davos visita a la filla de Stannis, Shireen (Kerry Ingram) que l'ensenya a llegir, i li demana que escrigui en nom del seu pare una carta demanant diners al banc de Braavos.

### A Aigüesvives
«El gos» (Rory McCann) i Arya (Maisie Williams) continuen el seu viatge, en direcció est, cap a la Vall d'Arryn. Un pagès els convida a sopar i ofereix un treball al «gos». Aquest, en un primer moment l'accepta, però l'endemà roba els diners als agricultors malgrat les protestes d'Arya.

### A l'altra banda del Mar Estret
Daenerys (Emilia Clarke) i el seu exèrcit arriben als afores de Meeren on són rebuts pel millor lluitador de la ciutat. Ser Jorah (Iain Glen) li diu que ella ha d'enviar el seu propi campió per lluitar contra el de Meeren. Seleccionen Daario Naharis (Michiel Huisman) que llança una daga al cap del cavall de l'adversari i el mata amb facilitat. Llavors, Daenerys es dirigeix als esclaus de la ciutat i els parla de les seves victòries a Astapor i Yunkai on també va alliberar tots els esclaus. Més tard, amb les catapultes, els llença barrils plens de collarets d'esclau trencats com a símbol de la llibertat que, amb ella, està a punt d'arribar.

## Càsting
Amb aquest episodi, Hannah Murray (Gilly) s'afegeix al repartiment principal de la sèrie. També s'acredita a l'actor Jack Gleeson, tot i que el seu personatge de Joffrey Baratheon va ser assassinat en l'episodi anterior però que encara apareix com a cadàver en aquest episodi. Aidan Gillen (Petyr Baelish) torna a la sèrie després d'una absència de sis episodis. Es va veure per última vegada en l'episodi sis de la tercera temporada.
Carice van Houten (Melisandre), Alfie Allen (Theon «Pudent» Greyjoy), Isaac Hempstead-Wright (Brandon «Bran» Stark), Iwan Rheon (Ramsay Neu), Jerome Flynn (Bronn), Sibel Kekilli (Shae) no apareixen i no s'acrediten.
Gwendoline Christie (Brienne de Tarth) i Conleth Hill (Varys) estan acreditats i es poden veure al segment d'obertura, però no disposen d'escenes parlades.

## Producció
“Trencadora de cadenes” adapta el material de “Tempesta d'espases” capítols 55, 57, 61, 62 i 66 (Jon VII, Daenerys V, Sansa V, Jamie VII i Tyrion IX.

## Audiències

### Telespectadors
Es calcula que 6,6 milions de persones van veure aquest episodi en directe i 1,6 milions en diferit.

### Crítica
L'episodi va rebre qualificacions positives dels crítics, encara que molts van qüestionar la decisió de convertir en violació la trobada sexual consentida entre Jaime i Cersei, tal com surt al llibre. El director de l'episodi, Alex Grave, diu que va ser «consensuada pel final».